# Daday (district)
Daday is een Turks district in de provincie Kastamonu en telt 9.481 inwoners (2011). Het district heeft een oppervlakte van 997,9 km². Hoofdplaats is Daday.
De bevolkingsontwikkeling van het district is weergegeven in onderstaande tabel.
| 1997   | 2000   | 2007   | 2011  |
| ------ | ------ | ------ | ----- |
| 12.420 | 11.181 | 10.160 | 9.481 |